# Romeu Mendes Rodrigues
Romeu Mendes Rodrigues – noto solo come Romeu – (Inhumas, 6 maggio 1974) è un ex calciatore brasiliano, di ruolo centrocampista.

## Carriera
Ha sempre giocando in Brasile; le squadre di massima serie in cui ha militato sono Goiás, Corinthians, Atlético Mineiro, Botafogo e Ponte Preta.
Ha avuto una piccola parentesi in Italia, in Serie B con la maglia del Ravenna: in cinque mesi ad inizio 2000 giocò 10 gare segnando un gol contro il Pescara.

## Palmarès

### Competizioni statali
- Campionato Goiano: 2

Goiás: 1996, 1997
- Campionato paulista: 2

Corinthians: 1997, 1999